# محمد عظیم
محمد عظیم (انگلیسی: Muhammad Azeem؛ زادهٔ ۱۱ آوریل ۱۹۵۵) کشتی‌گیر اهل پاکستان بود.
وی در مسابقات کشوری و بین‌المللی در مجموع برندهٔ ۱ مدال نقره شده‌است.